# 이탈리아의 주

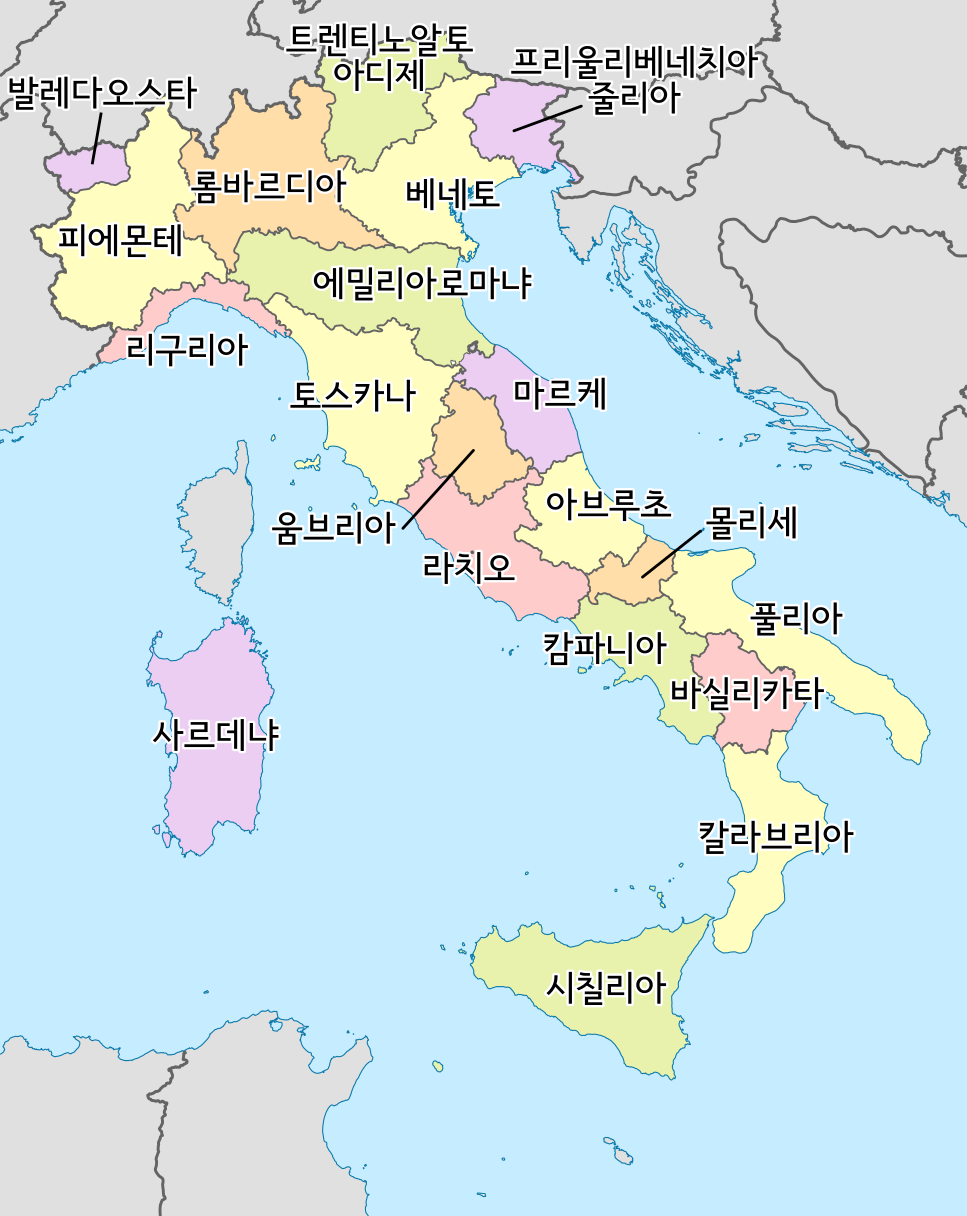
이탈리아의 주

이탈리아의 주(이탈리아어: Regione 레조네[*])는 코무네(시), 광역시, 도, 국가와 더불어 이탈리아 공화국 헌법에 규정된 5가지 구성 중 하나이다. 산하에 도 또는 광역시를 둔다. 이탈리아 공화국 헌법 114조 2항에 따라 각 주는 자체 규칙과 법적 권한 및 기능을 가진 자치 단체이나, 2008년 8월 18일 267 명령이 규정한 지방 정부(코무네, 프로빈차... 등)에 포함되지는 않는다.
이탈리아 헌법 131조에 의해 이탈리아의 레조네(주)는 총 20개이며, 이 중 다섯 레조네는 강화된 자치권을 가진다. 특별 헌장으로 설립된 레조네 중 트렌티노-알토 아디제는 다른 특별 레조네와 비슷한 입법권을 가지는 두 개의 자치도(트렌토와 볼차노)로 이뤄져있고, 이탈리아 사법 체계에서 유일한 자치도이다. 소수 언어 구사자의 연유로 '트렌티노-알토 아디제'와 발레 다오스타는 2001년 개정된 116조에 '트렌티노-알토 아디제/쥐트티롤'(이탈리아어: Trentino-Alto Adige/독일어: Südtirol)과 '발레 다오스타/발레 다오스트'(이탈리아어: Valle d'Aosta/프랑스어: Vallée d'Aoste)로 지역 언어와 병기됐다.

## 역사
이탈리아 왕국 선포 후, 행정 조직은 행정적으로 정치적으로 중앙 집권화되었다. 1865년 3월 20일 2248 법에서 다른 조항과 함께 프로빈차(도)와 코무네(시)의 역할을 규정했다. 특별히 프로빈차는 '중앙 행정의 지방 분권화의 중추'로 삼았고 지사는 프로빈차와 코무네 법(대한민국의 조례)의 국가 법령 준수를 확인하는 역할을 맡았다. 이탈리아는 1889년 2월 10일 5921 칙령과 1908년 5월 21일 269 법을 따라 국토를 '프로빈차', '만다멘토', '치르콘다리오'로 분류했고, 1915년 2월 4일 148 법은 더 큰 폭의 지방 분권을 확약했다.
이탈리아 왕국에는 코무네(시)와 프로빈차(도)가 있었으나,(코무네와 프로빈차 사이의 중간 단위이며 나중에 폐지되는 '만다멘토'와 '치르콘다리오' 또한 있었다.) 레조네는 아직 지방 정부의 역할을 받은건 아니었다.(제2차 세계 대전 이 후 이탈리아 공화국 헌법에서 제정된다.) 19세기 후반기, 정부 관료인 피에트로 마에스트리는 통계 목적으로 여러 프로빈차를 묶어 '콤파르티멘토'를 만들었고 이는 현재 레조네(주)의 기원이된다. 하지만 콤파르티멘토는 통치, 행정의 목적이 아니라 통계를 위한 지정학적 구역일 뿐이었다. '콤파르티멘토'를 대체하여 '레조네'라는 단어는 1912년 이탈리아 통계 연감에서 최초로 등장했다. 1870년의 콤파르티멘토와 현재의 레조네의 차이를 찾는 것이 힘들정도로, 피에트로 마에스트리가 만든 '통계상의 콤파르티멘토' 구분은 2차 세계 대전 후의 (병합되는 영토는 제외한) '레조네'의 경계와 거의 다른게 없이 남았다.
이탈리아 공화국 헌법을 제정하며 1947년 1월 31일 헌법 위원회 제2 소위원회는 이하의 22개의 레조네(주)를 결정한다. 피에몬테, 롬바르디아, 트렌티노-알토 아디제, 베네토, 프리울리-베네치아 줄리아, 리구리아, 에밀리아, 로마냐, 토스카나, 움브리아, 마르케, 라치오, 아브루초, 몰리세, 캄파니아, 풀리아, 살렌토, 루카니아, 칼라브리아, 시칠리아, 사르데냐, 발레 다오스타로 정했다.
그러나 국회의 최종 표결 전 편찬 위원회에서 본문이 조정되어 1947년 12월 20일 의원들에게 배부됐다. 아래는 31조 내용이다.
«이하의 레조네를 설립한다. 피에몬테, 발레 다오스타, 롬바르디아, 트렌티노-알토 아디제, 베네토, 프리울리-베네치아 줄리아, 리구리아, 에밀리아-로마냐, 토스카나, 움브리아, 마르케, 라치오, 아브루치에몰리세, 캄파니아, 풀리아, 바실리카타, 칼라브리아, 시칠리아, 사르데냐. 이상.»

초안과 비교하면 레조네의 수가 19개로 줄었는데 루카니아의 명칭을 바실리카타로 바꿨고, 살렌토를 풀리아로 병합했으며, 에밀리아와 로마냐, 아브루초와 몰리세를 합쳤다.
하지만 설립은 1970년 5월 16일 281 법으로 실행됐고, 이어서 1972년 1월 15일 8 이탈리아 공화국 대통령령을 통해 행정 구역으로서 이탈리아 레조네의 실질적인 설립을 선포하는 규정이 마련됐다. 특히, 상기 대통령령은 국가 행정 기능을 '일반 헌장에 따른 레조네'로 이양하는 시행 세칙을 규정했다. 레조네는 이탈리아 공화국 헌법 114, 115조를 통해 부분적인 자치 공공단체임이 1948년 1월 1일부터 실질적인 효력을 발하게 됐다.
«공화국은 레조네(주), 프로빈차(도), 그리고 코무네(시)로 구성된다.»— 이탈리아 헌법 114조

«레조네는 자치 기구로 조직되며, 헌법에 규정된 규정에 따른 자체 권한 및 기능을 가진다.»— 이탈리아 헌법 115조

프리울리와 베네치아 줄리아를 프리울리-베네치아 줄리아로 통합했고, 아브루치와 몰리세를 아브루치 에 몰리세로 합쳤었다. 1963년 최소 1백만 명의 인구 수와 주민 투표를 명시한 132조를 회피할 수 있는 헌법의 경과 규정으로 헌법 특별 수정안이 통과되며 몰리세는 자치권을 얻었다. '아브루치 에 몰리세'는 아브루초와 몰리세로 나눠지며 이탈리아 레조네 수는 현재의 20개가 됐다.

## 종류

적색으로 칠해진 곳이 특별 레조네다.

레조네 설립의 근거인 헌장에 따라 크게 두 개의 분류로 나뉜다.
- 일반 레조네 (15개)
- 특별 레조네 (5개)

### 일반 레조네
20개의 레조네 중 15개는 일반 헌장이 있다. 이 헌장은 법률로서 레조네 의회가 절대 다수로 채택 및 개정하되, 2개월 이상의 간격으로 2회 연속 심의한다.
헌장은 공고 후 3개월 내에 주민의 50분의 1이나 레조네 의회의 5분의 1이 요청하면 주민투표에 회부된다. 주민투표에 회부된 헌장은 유효 투표의 과반수가 찬성해야 공표된다.
아마토 2기 내각시절에 통과되고 베를루스코니 2기 내각때 승인된 2001년 개헌으로 레조네들의 자치 입법권이 더욱 커졌다.

### 특별 레조네
5개의 레조네는 1948년 헌법률로 채택된 특별법에 따라 설립됐다. (프리울리-베네치아 줄리아는 1963년에 설립.)
특별법은 특별한 자치의 형태와 조건을 부여했는데, 이는 조세 자치에서 두드러진다. 프리울리베네치아줄리아는 레조네 내에서 거둬들이는 세금의 60%를, 사르데냐는 70%, 발레다오스타와 트렌토, 볼차노 자치도는 90%, 시칠리아는 100%에 권리를 가진다. 이러한 레조네 들은 학교, 보건, 기반시설(인프라) 분야 같은 곳에서 두드러지는 입법, 행정권을 가지고 있고, 이와 동시에 일반 레조네는 지출을 중앙 정부에서 받으나 이러한 레조네들은 레조네 내에서 거둬들인 수입으로 속한 공공 기능의 재원을 대부분 충당해야한다.
첫번째로 설립된 특별 레조네는 시칠리아로서 정치체제 국민투표가 일어나기 이전인 1946년 5월 15일 칙령이 있었고, 1948년 설립 법이 통과되며 세워졌다. 세개의 레조네는 1948년 제헌 국회에서 세워졌는데, 사르데냐는 시칠리아처럼 (독립하지 않는다면) 강한 자치권을 부여했고, 발레 다오스타는 불어 화자 주민을 보호하기 위해, 트렌토-알토 아디제는 파리 조약을 따라 독어 화자 주민을 보호하기 위해 설립됐다. 1963년 프리울리-베네치아 줄리아가 특별 레조네로 설립되었다.
1972년 새 특별 레조네인 트렌티노-알토 아디제가 설립됐고, 레조네의 대부분의 권한이 두개의 자치 프로빈차인 트렌토와 볼차노에게 양도됐다.

#### 자치 프로빈차
트렌티노-알토 아디제/쥐트티롤 레조네는 트렌토와 볼차노라는 두개의 프로빈차로 구성됐다.(헌법 116조 둘째 문단) 이 프로빈차는 레조네에 상응하는 입법권을 포함한 권한을 갖는다.
트렌티노-알토 아디제/쥐트티롤 레조네는 권한이 해제됐다. 레조네 지사직은 트렌토와 볼차노 프로빈차 지사가 번갈아가며 맡는다. 행정부와 입법부가 볼차노에서도 열리면서, 청사소재지로서의 트렌토의 기능은 축소됐다.

## 이탈리아의 주
아래 표의 인구, 면적, 밀집도, 주도, 코무네와 프로빈차의 수는 2020년 1월 1일 기준이다.
| 주(레조네)               | 주도       | 인구 (명)  | 면적 (km²) | 밀집도 (명/km²) | 도(프로빈차) 및 광역시                                                                                     | 시(코무네) 수 |
| ------------------------ | ---------- | ---------- | ---------- | --------------- | --- | ------------- |
| 롬바르디아               | 밀라노     | 10,027,602 | 23,863     | 420             | 베르가모, 브레시아, 코모, 크레모나, 레코, 로디, 만토바, 밀라노, 몬차 에 브리안차, 파비아, 손드리오, 바레세 | 1,506         |
| 라치오                   | 로마       | 5,755,700  | 17,232     | 334             | 프로시노네, 라티나, 리에티, 로마, 비테르보                                                                 | 378           |
| 캄파니아                 | 나폴리     | 5,712,143  | 13,671     | 418             | 아벨리노, 베네벤토, 카세르타, 나폴리, 살레르노                                                             | 550           |
| 베네토                   | 베네치아   | 4,879,133  | 18,345     | 266             | 벨루노, 파도바, 로비고, 트레비소, 베네치아, 베로나, 비첸차                                                 | 563           |
| 시칠리아                 | 팔레르모   | 4,875,290  | 25,832     | 189             | 아그리젠토, 칼타니세타, 카타니아, 엔나, 메시나, 팔레르모, 라구사, 시라쿠사, 트라파니                       | 390           |
| 에밀리아-로마냐          | 볼로냐     | 4,464,119  | 22,453     | 199             | 볼로냐, 페라라, 포를리-체세나, 모데나, 파르마, 피아첸차, 라벤나, 레조 에밀리아, 리미니                     | 328           |
| 피에몬테                 | 토리노     | 4,311,217  | 25,387     | 170             | 알레산드리아, 아스티, 비엘라, 쿠네오, 노바라, 토리노, 베르바노-쿠시오-오솔라, 베르첼리                     | 1,181         |
| 풀리아                   | 바리       | 3,953,305  | 19,541     | 206             | 바리, 바를레타-안드리아-트라니, 브린디시, 레체, 포자, 타란토                                               | 257           |
| 토스카나                 | 피렌체     | 3,692,555  | 22,987     | 162             | 아레초, 피렌체, 그로세토, 리보르노, 루카, 마사 에 카라라, 피사, 피스토이아, 프라토, 시에나                 | 273           |
| 칼라브리아               | 카탄차로   | 1,894,110  | 15,221     | 128             | 카탄차로, 코센차, 크로토네, 레조 칼라브리아, 비보 팔렌티아                                                 | 404           |
| 사르데냐                 | 칼리아리   | 1,611,621  | 24,100     | 68              | 칼리아리, 누오로, 오리스타노, 사사리, 수드 사르데냐                                                        | 377           |
| 리구리아                 | 제노바     | 1,524,826  | 5,416      | 282             | 제노바, 임페리아, 라 스페치아, 사보나                                                                      | 234           |
| 마르케                   | 안코나     | 1,513,672  | 9,427      | 160             | 안코나, 아스콜리 피체노, 페르모, 마체라타, 페사로 에 우르비노                                              | 228           |
| 아브루초                 | 라퀼라     | 1,293,941  | 10,831     | 119             | 키에티, 라퀼라, 페스카라, 테라모                                                                           | 305           |
| 프리울리-베네치아 줄리아 | 트리에스테 | 1,206,216  | 7,924      | 152             | 고리치아, 포르데노네, 트리에스테, 우디네                                                                   | 215           |
| 트렌티노-알토 아디제     | 트렌토     | 1,078,069  | 13,616     | 79              | 볼차노, 트렌토                                                                                             | 282           |
| 움브리아                 | 페루자     | 870,165    | 8,464      | 103             | 페루자, 테르니                                                                                             | 92            |
| 바실리카타               | 포텐차     | 553,254    | 10,073     | 55              | 마테라, 포텐차                                                                                             | 131           |
| 몰리세                   | 캄포바소   | 300,516    | 4,460      | 67              | 캄포바소, 이세르니아                                                                                       | 136           |
| 발레 다오스타            | 아오스타   | 125,034    | 3,261      | 38              | 아오스타                                                                                                   | 74            |
| 이탈리아                 | 로마       | 59,641,488 | 302,121    | 197             | 107 | 7903          |

## 통계적 분류
이탈리아의 주는 통계적 목적에 따라 다섯 개의 그룹으로 나뉜다. 통계지역단위명명법(NUTS 1)은 행정상 또는 지리적 구분이 아니라, 통계 및 거시경제학 적 구분이다.
| 번호 | 명칭      | 해당 레조네                                                             |
| ---- | --------- | ----------------------------------------------------------------------- |
| 1    | 북서부    | 리구리아, 롬바르디아, 발레 다오스타, 피에몬테                           |
| 2    | 북동부    | 베네토, 에밀리아-로마냐, 트렌티노-알토 아디제, 프리울리 베네치아-줄리아 |
| 3    | 중부      | 라치오, 마르케, 움브리아, 토스카나                                      |
| 4    | 남부      | 몰리세, 바실리카타, 아브루초, 칼라브리아, 캄파니아, 풀리아              |
| 5    | 도서 지역 | 사르데냐, 시칠리아                                                      |